# Picture Post
A Picture Post magazin 1938-tól 1957-ig heti rendszerességgel jelent meg az Egyesült Királyságban. Az amerikai Life mellett ezt tartják a fotózsurnalizmus másik legsikeresebb úttörőjének. Indulása után fél évvel már heti 1,6 millió példányban kelt el.
A magazin liberális, antifasiszta és populista hangvételű volt, és a kezdetektől fogva elítélte a náci Németországbeli zsidóüldözéseket. Az 1938. november 26-ai kiadásban egy Vissza a középkorba című összeállítás Adolf Hitler, Joseph Goebbels és Hermann Göring képeit tartalmazta, mellettük az általuk üldözött tudósok, írók és színészek képeivel.

## Története
Első főszerkesztője Stefan Lorant, azaz Lóránt István (1901–1997) volt, akiben a XX. századi sajtótörténet egyik legnagyobb hatású alakját tisztelhetjük. A lapot Edward G. Hulton adta ki, nem sokkal azután, hogy vállalkozása fölvásárolta a szintén Lóránt által szerkesztett és tervezett, súlyos anyagi gondokkal küzdő Lilliputot.
A nácizmus elől a harmincas évek derekán Londonba menekült Lóránt több német és angolszász képes folyóirat szerkesztője, sőt tervezője volt. Még a Münchner Illustrierte Presse képszerkesztőjeként ő publikálta többek között André Kertész, Moholy-Nagy László, Erich Salomon első riportfotóit.
Lóránt 1940-ben Anglia náci megszállásától tartva az Amerikai Egyesült Államokba emigrált. Helyét a főszerkesztői székben közeli munkatársa, 'Tom Hopkinson foglalta el, aki szintén az 1938-as kezdetektől dolgozott az újságnál.

### Hulton Picture Library
A Picture Post idővel fontos történelmi dokumentációs forrássá vált, s ezt a laptulajdonosok és szerkesztők is fölismerték. Sir Edward Hulton megalapította a kiadótól félig független Hulton Picture Library-t, amit 1958-ban a BBC megvásárolt és beépített Radio Times nevű archívumába. 1988-ban a gyűjteményt eladták Brian Deutschnak – egy ideig így Hulton Deutsch Collection néven hivatkoztak rá. 1996-ban 8,6 millió angol fontért újra gazdát cserélt: a seattle-i székhelyű Getty Images vette meg; a hatalmas internetes képadatbázison belül újra az eredeti nevén alkot különálló egységet: „Hulton Picture Library” címszó alatt találhatjuk meg.

## Politikai, társadalmi alapállás
Hangütésében, szerkesztési elveiben liberális, antifasiszta és populista volt. Az elsők közt figyelmeztetett a náci zsidóüldözésre: 1938-ban „Vissza a középkorba” címmel fotóesszét közölt, melyben Adolf Hitler, Joseph Goebbels és Hermann Göring arcképét az általuk elüldözött, illetve letartóztatott tudósok, írók és művészek portréja ellenpontozta.
1941 januárjában Plan for Britain címmel jelentetett meg elképzeléseket arról, hogyan is kell majd a háború után átalakítani Anglia társadalmi és gazdasági viszonyait. Szót ejtett az iparban bevezetendő minimálbér mértékéről, a teljes foglalkoztatottságról, átfogó nemzeti egészségügyi rendszerről és az oktatás teljes körű átalakításáról. Ez szolgáltatta az alapot William Beveridge gazdasági szakember és szociális reformer 1942-es Social Insurance and Allied Services című (röviden csak „Beveridge Report”-nak nevezett) tanulmányához.

## Szerkesztési elvek
Tom Hopkinson módszerére jellemző volt, hogy a szöveget teljesen alárendelte a képanyagnak. Azt tartotta: ha a fotóriporter használhatatlan anyaggal tér vissza a küldetésről, azt a legjobb újságíró sem képes a lapra jellemző kevéske szöveggel „megmenteni”. A helyzetet megfordítva: erős képanyaghoz utólag bármikor lehet méltó kísérőszöveget írni.
A koreai háború idején Bert Hardy fotóriportertől érkeztek a lap történetének talán legjelentősebb képei: az incheoni csatáról tudósító fotókhoz James Cameron írt méltó kommentárt.
Hopkinson gyakran került konfliktusba a laptulajdonos (Sir) Edward G. Hultonnal. Hulton a konzervatív párt híveként gyanakodva tekintett Hopkinson „szocialista” nézeteire. Ellentétük végül Hopkinson elbocsátásához vezetett: előidézője egy 1950-ben közölt, James Cameron újságíró és Bert Hardy fotóriporter által jegyzett cikk volt, amely a Dél-Koreában bebörtönzött hadifoglyokkal kapcsolatos bánásmódról szólt.
Fotóriporterként a magazinnak dolgozott többek között Bert Hardy, Kurt Hutton, Felix Man, Francis Reiss, Thurston Hopkins, John Chillingworth, Grace Robertson, és az időnként a Life stábját is erősítő Leonard McCombe.
Újságírói oldalon a lap főmunkatársai MacDonald Hastings, Lorna Hay, Sydney Jacobson, J.B. Priestley, Lionel Birch, James Cameron, Fyfe Robertson, Anne Scott-James, Robert Kee és Bert Lloyd voltak; az időszaki, szabadúszó közreműködők között George Bernard Shaw, Dorothy Parker és William Saroyan nevét kell mindenképpen említeni.

## Rovatstruktúra
A szerkesztők tematikus számokat alkottak; a mindenkori rovatstruktúra az aktuális témának és a beérkezett fotóanyagnak megfelelően változott, csak pár alapelem helyzete volt kötött.
A címlapot, az impresszum-oldalt és a mindig egyoldalas vezércikket, majd a nyitó, egész oldalas illusztrációt hosszú képriport-oldalpárok követik. Általában a negyvenedik oldal körül helyezkedik el a lapszemle rovat (két-három oldal terjedelemben), erre újabb, szubjektív hangütésű képriportok következnek – néhol kevéske, a képtömbök, képcsoportok alá- vagy fölé tördelt, kéthasábos bevezető-magyarázó szöveggel. A riportfolyamot mindig egy egész oldalas fotó zárja (általában beletördelt képaláírással); ezt követi a tartalomjegyzéket helyettesítő összegzés (pl. az ábrázolt események kronológikus sorrendje). A hátsó borító belső oldala (szaknyelven a B3) hirdetéseket tartalmaz.
A rovatokat és azon belül a riportokat ritkán szakították meg hirdetésekkel; azokat inkább külön oldalakra rendezve mintegy elválasztóul alkalmazták.
A kép-szöveg arány kb. 80-20%. Ez a maga idejében szokatlannak és radikálisnak hatott – sokan ezzel az új hangütéssel magyarázták a lap más helyütt említett igen magas példányszámát. A képek, akár szöveget is tartalmazó, akár azt nélkülöző oldalakra kerültek, szinte kivétel nélkül kifutottak a vágott méret széléig. Ritkán, de feltűntek grafikák, illusztrációk is (rézkarcok, linómetszetek, tollrajzok).
A minimális mennyiségű kenyérszöveg miatt a képaláírások sokkal jobban kiemelkednek – mai szemnek az egész lap olyan, mint valami kinyomtatott televízióadás, csak éppen rendkívüli műgondal komponált, hatásosságában is művészien igényes képanyaggal.

## Példányszámok, eladási adatok
A magazin népszerűségét egyértelműen jelzi, hogy a bemutatkozó lapszám után hat hónappal már heti 1 600 000 eladott példányt regisztráltak szerte az Egyesült Királyságban. A második világháború előrehaladtával az eladott példányszám nőtt, a világégés után valamelyest visszaesett: 1943 decemberében heti 1 950 000-et mértek, míg 1949-ben 1 422 000 példány kelt el heti átlagban. 1952 júniusában már csak 935 000 példány talált gazdára – beköszöntött a televízió korszaka, s az új médium hétről hétre csökkentette a vásárlók és előfizetők számát. Utoljára 1957 júliusában jelent meg a Post – ekkora már a valaha milliós olvasói tábor 600 000-re apadt.

## Formátum, tipográfia, címrendszer
A vágott méret 260 x 343 mm (10,25 x 13,5 inch), a címoldal a Life-hoz igen hasonló fekete-vörös kétszínnyomással készült fényes ofszetpapírra. A belívek monokróm ofszettechnikával kerültek nyomtatásra és – dacára a 80 feletti oldalszámnak – irkafűzöttek.

### Lapfej
A kopf, hasonlóan a Life megoldásához, nem tölti ki az egész címlapot; a vörös téglalapba írt inverz  betűk lehetővé tették a címlapon belüli változatos elhelyezést. Az oldal mindig más szélén elhelyezett lapfej hozzátartozott magazin arculatához.

### Szedéstükör
A nagyobb mennyiségű szöveget tartalmazó oldalakon a szedéstükör 220 x 275 mm-es. Egy-egy cikk induló oldalpárján ettől gyakran eltért a tervező.

### Címrendszer
A címek megoldása sokszínű: általánosan jellemző a harsány, nagy fokozatú, fett, sokszor tükörszélességűre kihajtott főcím és a hasonlóan erőteljes, 1 pontos keretbe helyezett vagy kurzivált, balra, vagy középre zárt és szintén félkövér felcím párosa. A szövegközi alcímek a kenyérszöveg betűtípusával, annak félkövér változatával, 14 pontos méretben, a hasábokon belül középre zártan helyezkednek el.

### Kenyérszöveg, képaláírások
A kenyérszöveg kéthasábos, sorkizárt – egy kvirtes behúzással, 10 pontos antikva betűvel íródott (valószínűleg a Goudy Old Style egy korabeli változatával). A hasábköz relatíve széles: 46 Pica-pont (16,15 mm). A csak képeket tartalmazó oldalakon a képaláírások kizárólak hangsúlyos, verzál betűváltozatokból állnak, a szövegbe ékelt képek aláírását kurziválással emelték el a kenyérszövegtől.

## Magyar vonatkozások
1956 őszén „Cry Hungary!” címmel rendkívüli számmal jelentkezett a Post. Megrázó fotók százain mutatta be a forradalom arcait: diadalt, gyászt, szolidaritást, utcai harcokat, de a gyűlölet kitöréseit, a lincseléseket is (The harvest of hate). Idézet az Edward Hulton által jegyzett vezércikkből:
„Ezt a rendhagyó lapszámot abban a reményben készítettük, hogy Önök megőrzik majd emlékezetükben az emberiség eme szörnyű és mégis dicsőséges pillanatát. Az időt, mikor egy nemzet kelt fel a zsarnokság ellen; az időt, mikor férfiak és asszonyok esküdtek rettenetes bosszút elnyomóik ellen, és haltak meg ezerszám a szabadságért folytatott küzdelmükben. (…)”

## Fordítás
- Ez a szócikk részben vagy egészben  a   Picture Post című angol Wikipédia-szócikk fordításán alapul.  Az eredeti cikk szerkesztőit annak laptörténete sorolja fel. Ez a jelzés csupán a megfogalmazás eredetét és a szerzői jogokat jelzi, nem szolgál a cikkben szereplő információk forrásmegjelöléseként.